# Anti-Confederation Party
Anti-Confederation Party war die Bezeichnung mehrerer politischer Parteien in den atlantischen Provinzen Kanadas, die sich in den 1860er Jahren gegen den Beitritt zur Kanadischen Konföderation wandten. Während die Bewegung in New Brunswick und Nova Scotia keinen Erfolg hatte, blieb die Kolonie Neufundland während weiteren acht Jahrzehnten eigenständig.

## Nova Scotia
In Nova Scotia wurden die „Anti-Konföderationisten“ von Joseph Howe angeführt. Sie versuchten, den Beschluss des Parlaments, der Konföderation beizutreten, wieder rückgängig zu machen. Der Beitritt war in der Bevölkerung zu Beginn höchst umstritten: Es herrschte die Meinung vor, aufgrund seiner Lage am Meer habe Nova Scotia eine weitaus engere Bindung an das Vereinigte Königreich und an Neuengland. Die Hinwendung zu Gebieten im Innern des Kontinents mache insbesondere aus wirtschaftlicher Sicht wenig Sinn.
1867 gewann diese Gruppierung bei der Wahl zum Abgeordnetenhaus von Nova Scotia 36 von 38 Sitzen und bildete unter William Annand die Regierung. Bei der Unterhauswahl 1867 gingen 18 der 19 Sitze an die Gegner der Konföderation. Das Vereinigte Königreich war jedoch nicht gewillt, die Abspaltung Nova Scotias zu akzeptieren und beharrte auf den Zusammenschluss. Howe gab dem britischen Druck nach und erhielt wenig später einen Ministerposten in John Macdonalds Bundesregierung, was zum Zusammenbruch der Bewegung führte.

## New Brunswick
An der Spitze der Bewegung in New Brunswick stand Albert James Smith, dessen Koalition aus Konservativen und Reformern 1865 die Wahl zur Legislativversammlung von New Brunswick gewann. Nur ein Jahr später erlitt sie jedoch eine vernichtende Niederlage gegen die Confederation Party von Peter Mitchell. Daraufhin nahm das Parlament den Beitritt zur Konföderation mit 38 zu 1 Stimmen an.
Während in Nova Scotia und andernorts die Befürworter der Konföderation meist Konservative waren und die Gegner überwiegend Liberale, ging in New Brunswick der Bruch durch beide politischen Lager. Sowohl Smith als auch Mitchell waren Konservative, während der Liberale Samuel Leonard Tilley zu den prominentesten Befürwortern zählte und sich später dem Bundeskabinett von John Macdonald anschloss. 1870 lösten sich die Anti-Confederation Party und die Confederation Party auf und wurden durch die ursprünglichen liberalen und konservativen Parteien ersetzt.

## Neufundland
In Neufundland führte der Geschäftsmann Charles Fox Bennett, einer der reichsten Einwohner der Insel, die Gegner des Beitritts an. Die Opposition gegen den Beitritt war hier stets sehr ausgeprägt: So war Neufundland 1864 nicht zur Charlottetown-Konferenz eingeladen worden und zur Québec-Konferenz im selben Jahr wurden nur Beobachter ohne Verhandlungsmandat entsandt. Als die Anti-Confederation Party 1869 die Wahl gewann, war der Beitritt endgültig keine Option mehr und Neufundland blieb eine britische Kolonie. Erst 1949 trat das Dominion Neufundland nach einer lang andauernden politischen und wirtschaftlichen Krise der Konföderation bei.